# Нирим
Нирим (ивр. נירים‎ — пашни) — израильский кибуц, располагающийся недалеко от сектора Газа.

## История
Кибуц был основан на исходе Йом-Кипура 1946 года (в ночь с 5 на 6 октября) членами движения «Ха-шомер ха-цаир» в ходе операции «11 точек в пустыне Негев». Кибуц являлся самой западной точкой еврейского заселения на границе с Египтом.
В Арабо-израильской войне 15 мая 1948 кибуц был атакован и разрушен. В июне жители Нирима были эвакуированы. После войны кибуц был восстановлен в 12 км от старого места, на котором позже был основан другой кибуц — Нир-Ицхак. В 1955 году новый кибуц Нирим был подвергнут артобстрелу с территории Египта.
В первые годы после основания Израиля к основателям Нирима присоединились члены поселенческой группы из евреев Болгарии, репатрианты из Австралии и уцелевшие жители двух других еврейских поселений, Кфар-Масарик и Эйн-ха-Хореш. Впоследствии, в 1970-е и 1980-е годы, в Нирим прибыли дополнительные группы жителей, не принадлежащих к кибуцному движению.

## Население
По данным Центрального статистического бюро Израиля, население на начало 2020 года составляло 360 человек.

## География
Нирим расположен в Южном округе Израиля и входит в региональный совет Эшколь. Общая площадь кибуца, включая сельскохозяйственные угодья, составляет 2,2 км².
В километре к юго-востоку от современного Нирима обнаружены руины древнего населённого пункта, который Краткая еврейская энциклопедия отождествляет с библейским городом Маон (арабское название руин Хирбет-аль-Маин). Сохранились фрагменты мозаики VI—VII века, следы дороги и захоронения.

## Хозяйство
Население кибуца приближается к 400, из них около 180 имеют статус члена кибуца.
Основными отраслями хозяйства в кибуце Нирим являются полеводство, плодоводство (в том числе плантация авокадо), птицеводство и молочное животноводство. Многие члены кибуца, в особенности молодёжь, трудоустроены за его пределами.

## Вторжение ХАМАС
Нирим был одной из израильских деревень, атакованных террористами ХАМАС в ходе атаки на Израиль в 2023 г. В результате атаки погибло не менее пяти человек, многие получили ранения. Некоторые члены кибуца были похищены и отправлены в Газу. Примерно через семь часов после того, как силы вошли в кибуц, солдаты ЦАХАЛа убили девять террористов ХАМАСа, которые все ещё оставались там. 

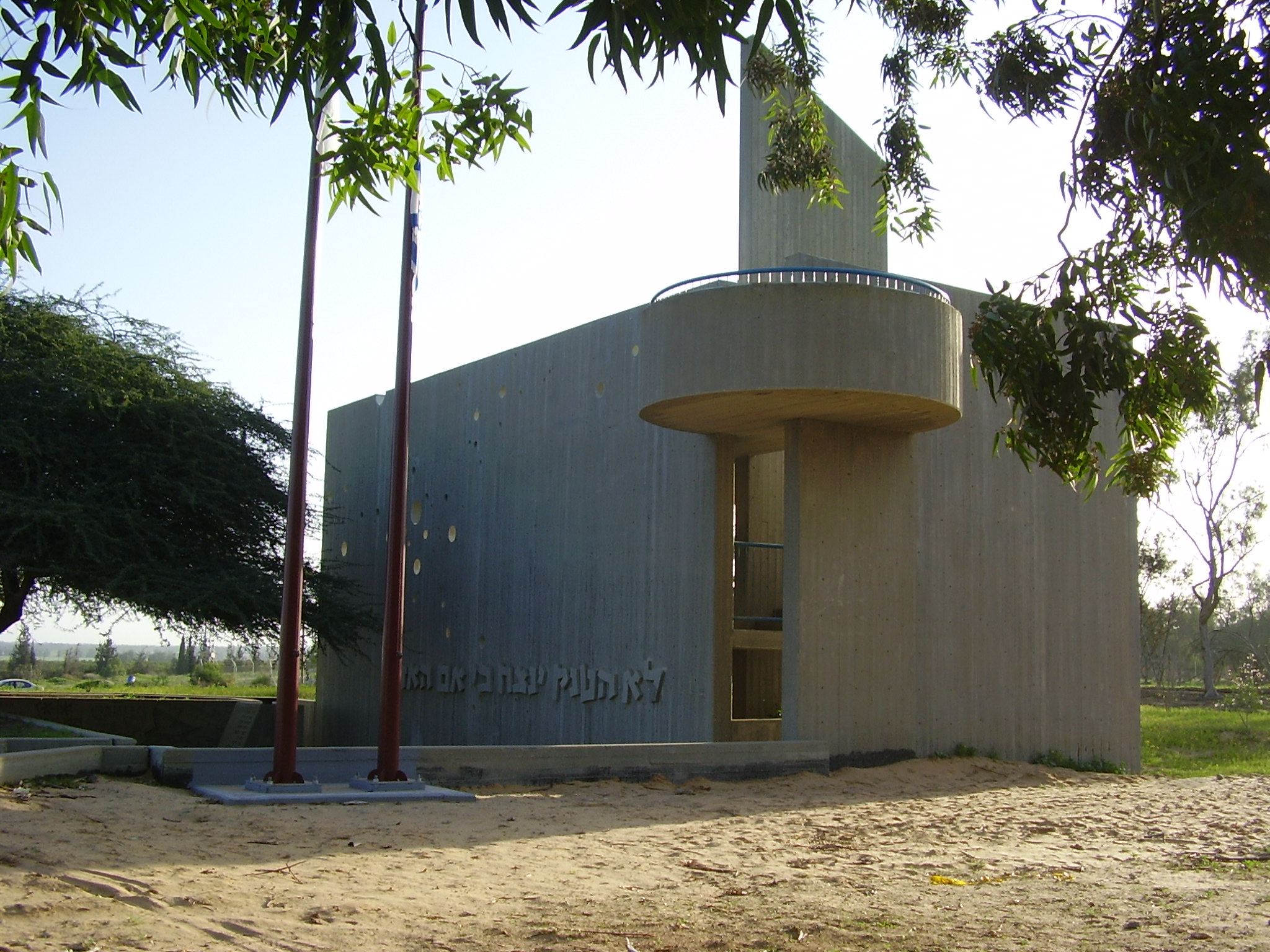
Военный мемориал в Нириме
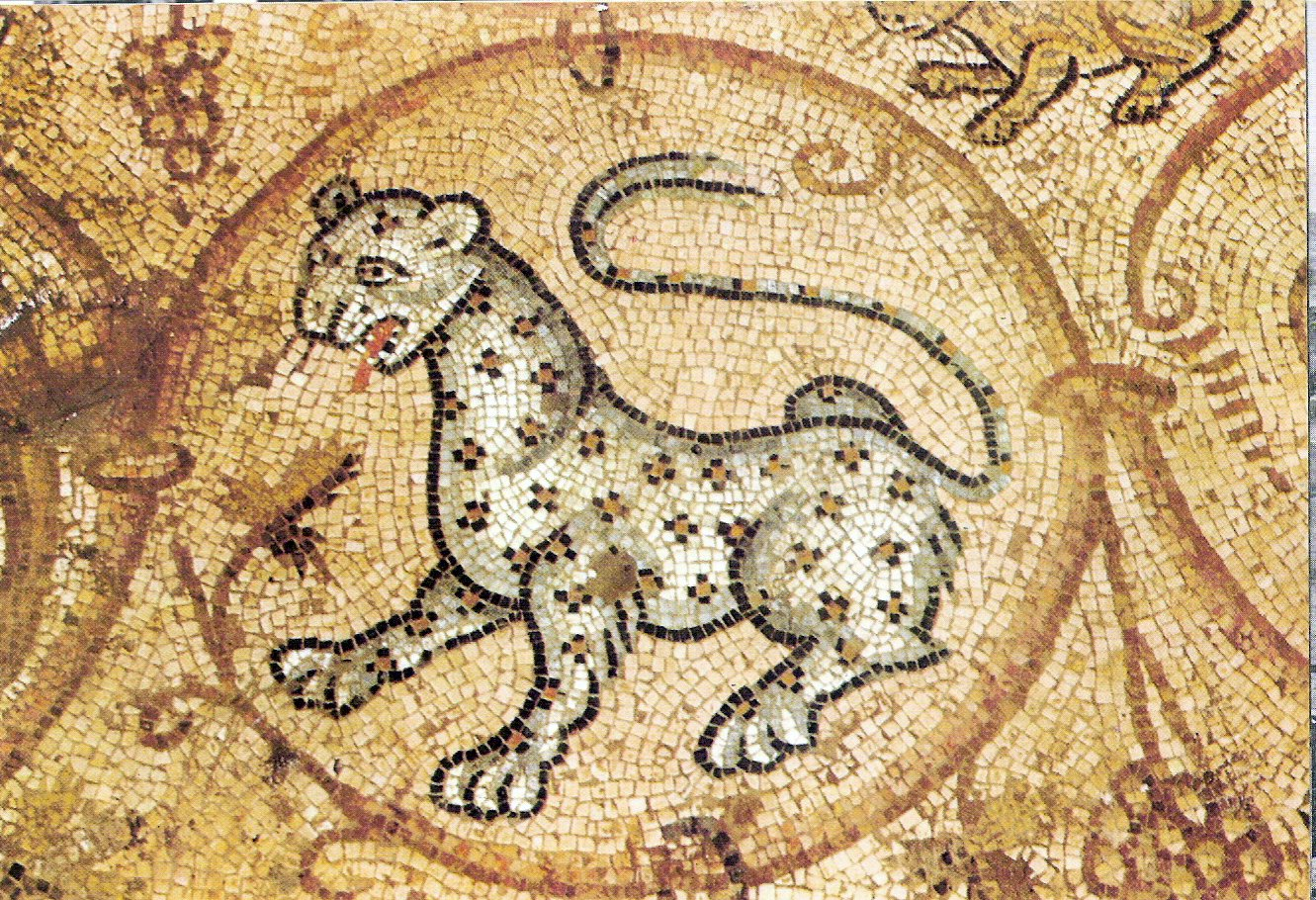
Деталь мозаики в Хирбет-аль-Маин
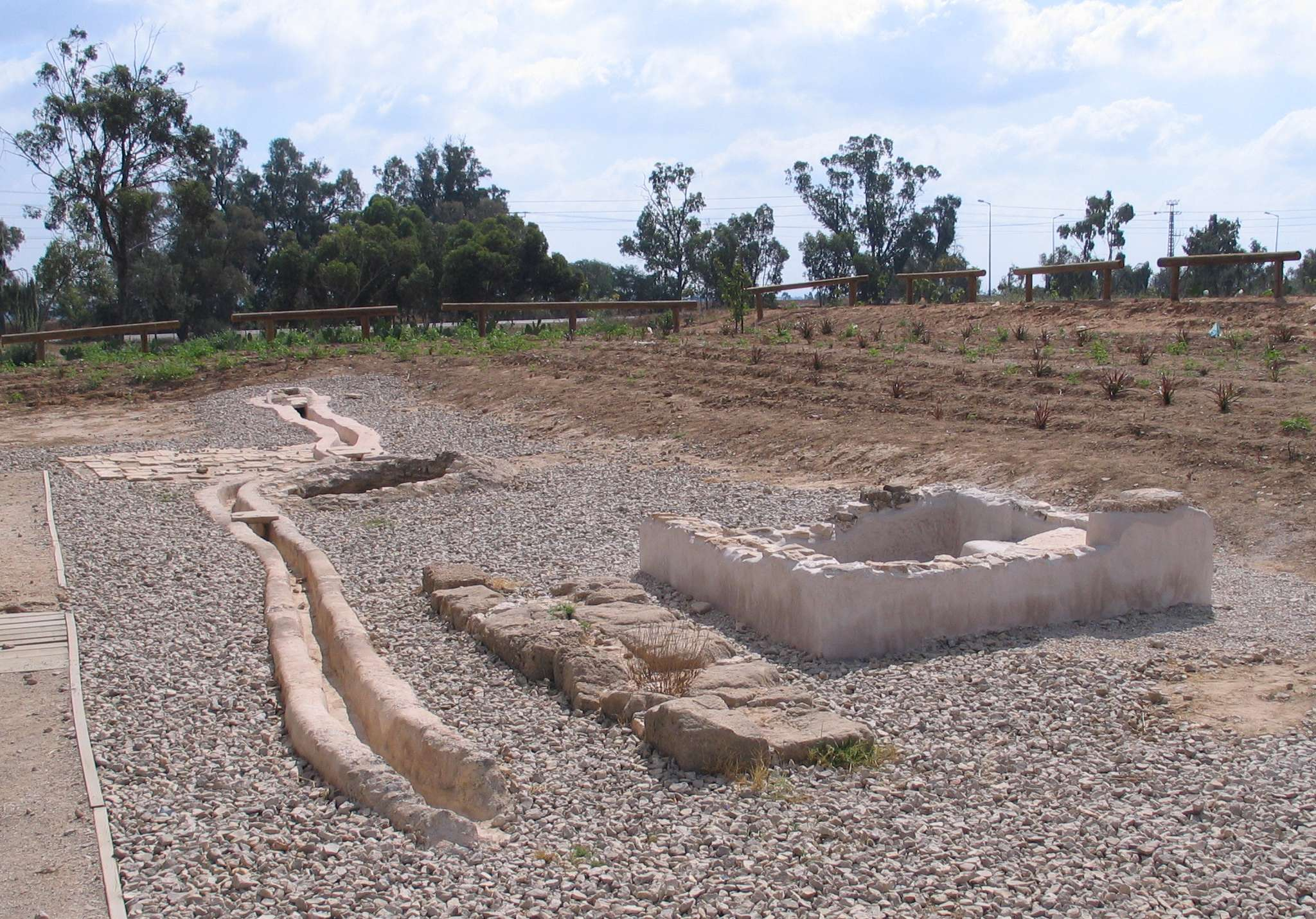
Руины синагоги в Хирбет-аль-Маин